# Станозолол
Станозололът, често продаван под името Винстрол (таблетки) или Винстрол Депо (ампули) и познат под разговорното название „стромба“, е синтетичен анаболен стероид производен на дихидротестостерон. Разработен е от Winthrop Laboratories (Sterling Drug) през 1962 г. и е одобрен за ползване от хора от Федералната Агенция по Храните и Лекарствата на САЩ.
За разлика от повечето инжекционни стероиди, станзололът не е естерифициран и бива продаван разтворен във вода, или в таблетна форма. При орален прием той е силно ефективен, тъй като C17 α-алкилиране позволява на хормона да оцелее след първото преминаване през чернодробния метаболизъм. Поради тази причина, станзолол се продава и в таблетна форма.
Станзолол се ползва при животни и хора за лечение на различни състояния. При хората, той успешно е лекувал анемия и наследствен ангиоедем. Ветеринарите го предписват за подобряване растежа на мускули, производство на червени кръвни телца, повишаване на плътността на костите и да стимулира апетита при изтощени и отслабнали животни.
Станзололът е един от анаболните стероиди често използван за повишване на постиженията от спортисти. Той е забранен за употреба в спортни състезания, под покровителството на Националната Федерация по Атлетика (IAAF) и много други спортни организации. Също така, станзолол се ползва при гонки с коне.

## Употреба в Бодибилдинга
Станзололът е обект на употреба без медицински контрол от страна на атлети и спортисти поради анаболните си свойства комбинирани с едновременно намаляване на телесна мазнина. Тъй като е модифицирано производно на дехидротестостерона и не ароматизира чрез телесните ензими. Употребяващите го често използват погрешно термина „суха“ когато описват болката в ставите породена от употребата на станзолол, както орално така и инжекционно. Всъщност, станзололът като дехидротестостерон може избирателно да се състезава за рецепторите на прогестин с прогестерона и други натурални синтетични прогестини. Това резултира в намаление на противовъзпалителните процеси пораждани от прогестина, което създава в пациента усещане за дискомфорт в ставите.
Често е използван от атлетите и бодибилдърите за загуба на телесни мазнини комбинирана със запазване на чистата мускулна маса. Често се използва в цикли за релеф, макар и да не е доказано красноречиво да има специални свойства за горене на мазнини.
Той се намира най-често под формата на 50 мг инжекции. Най-малката таблетка е 10 мг, но има и от 50 мг. Достъпни са версии от 75 мг и 100 мг.

## Разкриване на употреба
Станозололът е предмет на активна чернодробна биотрансформация чрез различни ензимни пътеки. Основновните метаболити са уникални за него и са откривамеи до 10 дни след еднократен устен прием на 5-10 мг таблетка.